# Xiphozele sangangensis
Xiphozele sangangensis är en stekelart som beskrevs av He och Ma 2000. Xiphozele sangangensis ingår i släktet Xiphozele och familjen bracksteklar. Inga underarter finns listade i Catalogue of Life.